# ضبط صدا (ویندوز)
ضبط صدا (به انگلیسی: Sound recorder) نرم‌افزار ضبط صدا موجود در ویندوز مایکروسافت است. نسخه ویندوز ویستای آن توان ضبط به مدت طولانی‌تر را دارد ولی گزینه‌های کمتری دارد و قادر به پخش صداهای پیش‌تر ضبط شده نیست.
مایکروسافت نرم‌افزار ضبط صدای ویندوز را توسعه داد و در ویندوز ۸ نرم‌افزاری است که برای تبلت بهینه‌سازی شده است و در این نسخه از ویندوز، رابط کاربری آن تازه شده‌است.
پنجره کوچک ضبط صدا در ویندوز معمولاً نمی‌تواند بزرگ شود از این دید، بسیار شبیه ابزار برش است.